# Tarzoszi Diodórosz
Tarzoszi Diodórosz (ógörögül: Διόδωρος ο Ταρσεύς), (Antiokheia, 330 körül – Antiokheia, 394) tarzoszi püspök, ókeresztény író.

## Élete
Athénban tanult, rétor, majd szerzetes lett. 361-ben pappá szentelték. Antiokheiában tanított. Tanítványa volt Aranyszájú Szent János és Mopszvesztiai Theodórosz is. 362/363-ban igazhitűsége (ortodox) miatt száműzték, s csak Valens császár halála után, 378-ban térhetett vissza. Ugyanekkor Tarzosz püspöke lett. 381-ben a konstantinápolyi zsinat egyik elnöke volt. Szembeszállt kora eretnekségeivel, főként az apollinarizmussal. Jézus Krisztus emberségének hangsúlyozásával a nesztorianizmusnak készített utat.

## Utóélete
Alexandriai Szent Kürillosz már 438-ban Nesztoriosz előfutárának nevezte. 499-ben a konstantinápolyi zsinat mint a "nesztorianizmus atyját" ítélte el. Ennek következtében írásai elvesztek.

## Munkássága
Hatalmas irodalmi munkásságából – kortársai több mint hatvan írását ismerték – csak töredékek maradtak fenn. Bibliakommentárjaiban – az alexandriai allegorizáló értelmezéssel szemben – az antiochiai iskola híveként a történelmi és nyelvészeti módszert követte. A bibliai szövegben nem a lelki jelentést kereste, hanem a sugalmazott szerző szándéka szerinti jelentést. Dogmatikai műveiben a pogányok, zsidók és eretnekek (a manicheusok) ellen szólalt fel. Jártas volt a csillagászatban is.